# Радищево (Ульяновська область)
Радищево (рос. Радищево) — робітниче селище в Радищевському районі Ульяновської області Російської Федерації.
Населення становить 3933 особи. Входить до складу муніципального утворення Радищевське міське поселення.

## Історія
Населений пункт розташований на території українського культурного та етнічного краю Жовтий Клин.
Від 2004 року входить до складу муніципального утворення Радищевське міське поселення.

## Населення
| 1959  | 1970  | 1979  | 1989  | 2002  | 2009  | 2010  |
| ----- | ----- | ----- | ----- | ----- | ----- | ----- |
| 2552  | ↗2795 | ↗3532 | ↗4710 | ↗4888 | ↘4510 | ↗4598 |
| 2012  | 2013  | 2014  | 2015  | 2016  | 2017  | 2018  |
| ↘4469 | ↘4360 | ↘4281 | ↘4205 | ↘4169 | ↘4096 | ↘4035 |
| 2019  | 2020  | 2021  |       |       |       |       |
| ↘4008 | ↘3996 | ↘3933 |       |       |       |       |